# Schmiedeknechtia oraniensis
Schmiedeknechtia oraniensis là một loài Hymenoptera trong họ Apidae. Loài này được Friese mô tả khoa học năm 1896.